# Dîșu tișinoi
Dîșu tișinoi (Дышу тишиной, română Respir prin tăcere) este al treilea album de studio al interpret de muzică rock rusă Nikolai Noskov, care a fost lansat pe 2000 de NOX Music. Prezentarea albumului a avut loc la Palatul de Stat Kremlin 10 octombrie 2000. În înregistrarea albumului a luat parte Academic Chamber Orchestra Musica Viva. Piesa Eto zdorovo a devenit un semn distinctiv al cantareata si a primit un gramofon de Aur de două ori în 2000 și 2015 (premiu aniversare 20).

## Ordinea pieselor pe album
1. Дышу тишиной
2. Зимняя ночь
3. Романс
4. Это здорово
5. Исповедь
6. Снег
7. Доброй ночи
8. Дай мне шанс
9. Узнать тебя
10. Мой друг
11. В рай
12. Это здорово (video)